# Ignacio González (Fußballspieler, 1993)
Ignacio González, vollständiger Name Juan Ignacio González Brazeiro, (* 5. November 1993 in Paysandú) ist ein uruguayischer Fußballspieler.

## Karriere

### Verein
Der nach Angaben seines Vereins 1,71 Meter große Mittelfeldspieler González stammt aus der Jugend Danubios. Er steht mindestens seit der Spielzeit 2012/13 im Kader des Erstligisten Danubio. Für die Montevideaner bestritt er in jener Saison elf Spiele in der Primera División und erzielte einen Treffer. In der Spielzeit 2013/14 trug er mit 30 weiteren Erstligaeinsätzen, bei denen er vier Tore schoss, zum Gewinn des Landesmeistertitels bei. In der Saison 2014/15 wurde er in 26 Erstligaspielen (drei Tore), zwei Partien (kein Tor) der Copa Sudamericana 2014 und sechs Begegnungen (kein Tor) der Copa Libertadores 2015 eingesetzt. Es folgten – jeweils ohne persönlichen Torerfolg – 21 weitere Erstligaeinsätze in der Spielzeit 2015/16 sowie zwei absolvierte Partien in der Copa Sudamericana 2015. Während der Saison 2016 lief er in zwölf Erstligaspielen auf und schoss ein Tor.

### Nationalmannschaft
González kann keine Länderspieleinsätze in den verschiedenen Altersklassen der Juniorenauswahlen aufweisen. Am 19. Mai 2015 wurde er jedoch von Trainer Fabián Coito zunächst für den vorläufigen Kader der U-22 bei den Panamerikanischen Spielen 2015 in Toronto nominiert. Schließlich gehörte er auch dem endgültigen Aufgebot an und gewann das Turnier mit der Celeste.

### Erfolge
- Uruguayischer Meister 2013/14
- Goldmedaille Panamerikanische Spiele 2015